# Christoph Theußl

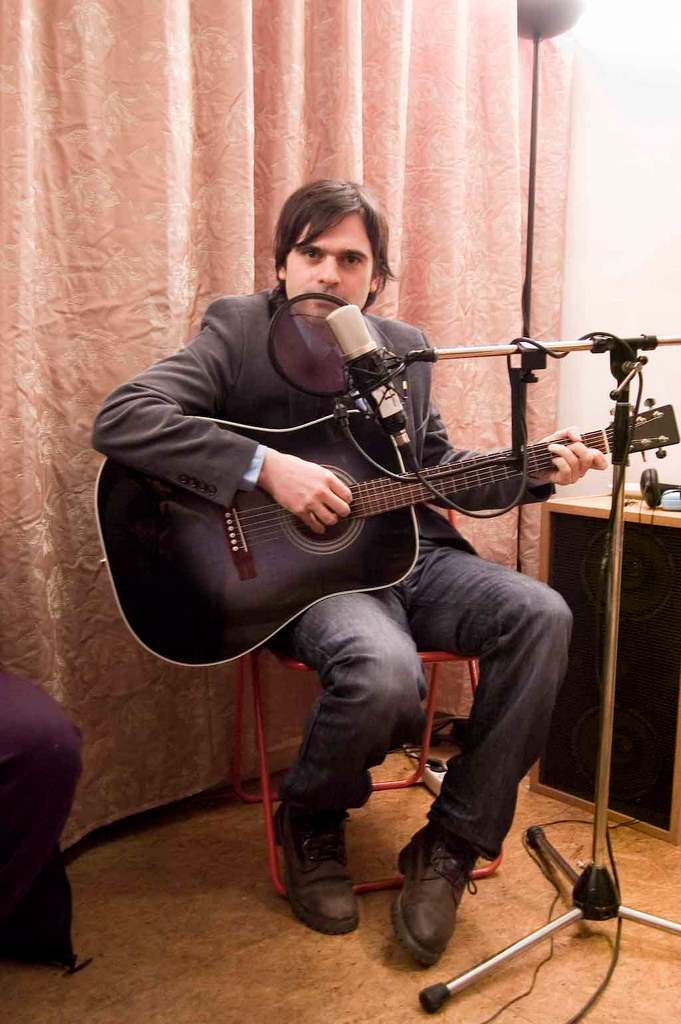
Christoph Theußl (2010)

Christoph Theussl (* 3. August 1976 in Eibiswald, Steiermark) ist ein in München lebender österreichischer Schauspieler, Performancekünstler und Liedermacher.

## Leben
Christoph Theussl (auch Theußl) studierte von 1994 bis 1998 an der Hochschule für Musik und darstellende Kunst in Graz Schauspiel. 1997 bekam er sein erstes Engagement als Schauspieler am Theater an der Parkaue (damals Carrouseltheater) in Berlin.
Zwischen 1997 und 1999 arbeitete Theussl zweimal mit dem Theaterregisseur Einar Schleef zusammen. Von 2000 bis 2011 wohnte Theussl in Berlin, von 2001 bis 2008 war er Mitglied der Künstlergruppe Club Real, die er zusammen mit seinen ehemaligen Schauspielschulkollegen Marianne Ramsey-Sonneck und Georg Reinhardt sowie dem Landschaftsarchitekten Thomas Hauck ins Leben rief und mit der er bis zu seinem Ausscheiden über 30 Projekte national und international realisierte.
2001 gab Theussl sein erstes Konzert mit ausschließlich selbst geschriebenen Liedern und Texten und seitdem tritt er regelmäßig in Clubs, Kneipen, bei Festivals, Kleinkunstveranstaltungen und Lesebühnen als Liedermacher auf. Seit 2008 ist Theussl in stetigem künstlerischen Kontakt mit dem Club der polnischen Versager. Als Schauspieler war Theussl in der Zeit zwischen 2004 und 2010 häufig Mitglied des Ensembles rund um die Regisseurin Angela Richter, seit 2005 realisiert er auch immer wieder Kunstprojekte mit der Projektemacherin und Filmproduzentin Juliane Beer und ihrem Label Kunst im Getriebe. 2011 erschien seine CD antilogie 1 bei Periplaneta.
Seit seinem Umzug nach München arbeitet Theussl eng mit dem Pathos Theater zusammen sowie mit dem Performance-Kollektiv Die Bairishe Geisha, bestehend aus Judith Huber und Eva Löbau.
Seit Herbst 2012 ist Theussl Stammmitglied der wöchentlich stattfindenden Münchner Lesebühne Die Schwabinger Schaumschläger und ist seitdem hauptsächlich als Musiker, Liedermacher und Musikkabarettist tätig.
Im Spätsommer 2014 erschien sein zweites Album Endlich mit schwarzhumorigen Liedern rund um den Tod.
Theussl gehört bewusst keiner Verwertungsgesellschaft wie der GEMA an. 

## Stil
Theussl bezeichnet sich selbst als „Satiriker“ und „klassischer Liedermacher“ und tritt live fast ausschließlich mit einer sechssaitigen Stahlsaitengitarre auf. Obwohl er schon seit vielen Jahren in Deutschland lebt und auch hauptsächlich in diesem Land mit seiner Musik auftritt, behält Theussl bisher den österreichischen Dialekt in seinen Liedern bei. Dieser sei nach eigenen Angaben geeigneter, um den speziellen Humor, der zentraler Bestandteil seiner Texte ist, besser zum Ausdruck zu bringen. 

## Auszeichnungen
- 1997 Max-Reinhardt-Preis
- 2014 Förderpreis der Liederbestenliste
- 2015 Förderpreis für junge Songpoeten der Hanns-Seidel-Stiftung im Rahmen der Songs an einem Sommerabend

## Künstlerisches Schaffen (Auszug)
- 1997 – Engagement am Burgtheater Wien für Elfriede Jelineks Ein Sportstück (R: Einar Schleef)
- 1999 – Engagement am Landestheater Coburg und Premiere des Programms Vom Fressn, Saufn, Sterbn & andere Grauslichkeitn
- 2000 – Engagement am Deutschen Theater Berlin für Verratenes Volk (R: Einar Schleef)
- 2001 bis 2008 – Hauptsächliche Tätigkeit für Club Real
- 2001 – Engagement am Thalia Theater Halle für Die fürchterlichen fünf (R: Isabella Fischer)
- 2002 – CD soweit so guat – theußl live (Eigenverlag)
- 2003 – CD gschichtn aus da koltn (Eigenverlag)
- 2004 – Hauptrolle in Helmut Köppings Film Kotsch
- 2005 – Engagement auf Kampnagel Hamburg für Magic Afternoon (R: Angela Richter)
- 2006 – Moderation der „CAMPSHOW Steiermark“ beim Festival Steirischer Herbst
- 2006 – Engagement an den Sophiensaelen Berlin für Verschwör dich gegen dich (R: Angela Richter)
- 2007 – Performance Der Hubertus-Lehm-Gedenkwanderweg (Theaterzentrum Deutschlandsberg)
- 2007 – CD ewigkeit (Eigenverlag)
- 2007 – Engagement auf Kampnagel Hamburg für Der Kirschgarten (R: Angela Richter)
- 2008 – Schauspieler beim Kurzfilm Rocketman (R: Jakob Ballinger)
- 2008 – Erste musikalische Veröffentlichungen auf Youtube und Myspace mit den Liedern pleite bealin und da geist
- 2008 – Engagement am Hebbel am Ufer Berlin für Jeff Koons (R: Angela Richter)
- 2009 – Auftritt als Liedermacher beim Festival für Musik und Politik, Berlin
- 2009 – Die Heimaterde sei dir leicht – Performative Lesung aus Kondolenzbekundungen zum Tod von Jörg Haider. Brut Wien, Stadttheater Gera, Theaterdiscounter Berlin, Posthof Linz, Fleetstreet Hamburg
- 2009 – Engagement auf Kampnagel Hamburg für Der Fall Esra (R: Angela Richter)
- 2010 – Performance: Die Schizonationale – Satire-Show im Club der polnischen Versager, Berlin
- 2010 – Moderator bei den Radiosendungen Dipolantenne und Funkhaus Cordoba beim freien Radiosender Pi Radio in Berlin
- 2010 – Friedwitz am Ufer – (Kurzspielfilm zusammen mit Club Real, Britt Dunse und Juliane Beer)
- 2010 – Der Bauch des Boxers – Performative Installation zusammen mit Club Real für X Wohnungen Warschau
- 2010 – Engagement bei den Salzburger Festspielen für Tod in Theben (R: Angela Richter)
- 2011 – geplantes Engagement am Centraltheater Leipzig für Der Ödipus-Antigone Komplex (R: Angela Richter), wurde aber kurz vor der ersten Vorstellung vom Spielplan gestrichen
- 2011 – Engagement bei der Bairischen Geisha München für PS: und ich weine wenn ich will
- 2011 – Performer und Musiker bei Reevolution – Krise muss nicht traurig sein (Köln)
- 2011 – Moderator beim Festival für Musik und Politik, Berlin
- 2011 – CD: antilogie 1 (Verlag Periplaneta)
- 2011 – Engagements als Performer beim Transport Festival München, beim Theaterfestival Rüsselsheim und beim Pathos Transport Theater München
- 2012 – Performer bei Spielplan Deutschland, eine Theaterreihe des Theaterdiscounter Berlin. (R: Georg Scharegg)
- 2012 – UNTN – ein Musikalisches Untergrundstück. Uraufführung. Live-Audio-Performance in der Münchner U-Bahn. Zusammen mit Katrin Dollinger, Club Real, Marcus Widmann u. a.
- 2013 – Die Traummaschine. Theaterstück für Kinder und Eltern. Zusammen mit Judith Huber und Charlotte Pfeifer. Uraufführung: Uebel Und Gefährlich / Hamburg.
- 2013 – Performer bei Atlantropa, eine szenische Stückentwicklung von ausbau.sechs (Konzept: Sebastian Linz). Uraufführung: Schauburg München.
- 2013 – Performer bei Ich sehe was was du nicht siehst – Performance im öffentlichen Raum von Philine Velhagen und Jörg Witte. Uraufführung: Rotkreuzplatz München.
- 2014 – Doppel-CD Endlich (Verlag Periplaneta)
- 2015 – Konzeption und Performance – WELTMASCHINE UNTERWEGS, Reise- und Performance-Installation als Hommage an den Erbauer der Weltmaschine Franz Gsellmann. Zusammen mit Georg Reinhardt, Mathias Lenz, Matthias Leitner und Katrin Dollinger[1]. 2016 eingeladen zum RODEO Tanz- und Theaterfestival der Landeshauptstadt München[2]. Buchveröffentlichung bei Periplaneta.
- 2016 – Konzeption und Performance – Die katastrophale Johanna – Eine Theater-Roadshow am Ufer der Isar[3]. Zusammen mit Judith Huber und Charlotte Pfeifer.